# Bestiář (film)
Bestiář je český film natočený v roce 2006, režisérkou Irenou Pavláskovou. Kameru vedl vícenásobný držitel Českého lva F. A. Brabec, střih pak vícenásobný držitel Českého lva Alois Fišárek.

## Děj
Jedná se o příběh mladé ženy Karolíny, jejíž život pronikavým způsobem změní vztah se záhadným a neuchopitelným mužem Alexem. Je to vztah plný nejistoty a podivínských nejasností, vztah, který vyčerpává. Karolína se rozhodne vymanit se ze své citové závislosti a naučit se na jiných mužích, jak přestat být submisivní. Chce být tím, kdo udává tempo, chce změnu rolí. Bude se chovat tak, aby měla věci pod kontrolou, bude nezávislá, bude víc brát než dávat. Záhy se ale ukáže, že toto není cesta a jediný způsob, jak být nezávislý, je být sám sebou a nemít potřebu to nikomu "natřít".